# 1945

## Esdeveniments
Països Catalans
- 9 d'octubre, Sants, Barcelona: Es crea la parròquia de Sant Medir, encara sense seu, compartint culte amb la parròquia de Sant Isidre de l'Hospitalet de Llobregat, fent servir totes dues una petita capella a la carretera de Santa Eulàlia.[1]
- 21 d'octubre: Sufragi femení: les dones poden votar per primera vegada a la Catalunya sota administració francesa.[2]
- 29 d'octubre, Girona: S'inaugura el Teatre Ultònia, la diada de Sant Narcís.[3]
- Barcelona: es funda l'Esbart Verdaguer.[4]
- Barcelona: es funda l'Esbart Sant Martí.[5]
- Barcelona: es funda l'Associació Excursionista d'Etnografia i Folklore.[6]

Resta del món
- 19 de gener: L'exèrcit de l'URSS conquereix Cracòvia, Polònia.[7]
- 15 de març, Guatemala: Juan José Arévalo Bermejo és escollit nou president.[8]
- 26 de març, Segona Guerra Mundial: forces dels EUA declaren Iwo Jima segur.[9]
- 1 d'abril, illa d'Okinawa, Japó: Les tropes estatunidenques desembarquen a l'illa, etapa prèvia a l'entrada en territori japonès, iniciant la batalla d'Iwo Jima.
- 9 d'abril, Tercer Reich: El pastor i teòleg luterà Dietrich Bonhoeffer, membre de la resistència alemanya contra el nazisme és penjat al Camp de concentració de Flossenbürg.
- 11 d'abril, Buchenwald, Tercer Reich: El camp de concentració de Buchenwald és alliberat per les tropes americanes de l'exèrcit aliat.
- 12 d'abril: Harry S. Truman esdevé president dels Estats Units.
- 15 d'abril, Belsen, Tercer Reich: Alliberament del camp de concentració de Bergen-Belsen.
- 18 d'abril, Heligoland (petita illa Frisona Alemanya): Prop de mil bombarders aliats bombardegen la base naval, l'aeroport i el poble.[10]
- 21 d'abril, Rothenburgsort, Hamburg, Tercer Reich: 20 nens jueus de 5 a 12 anys, els seus quatre curadors i 20 presoners russos del qual el nom és desconegut, moren assassinats per les SS a la cava de l'escola desafectada de l'Escola del Bullenhuser Damm.
- 29 d'abril: Adolf Hitler es casa amb Eva Braun.
- 5 de maig: és alliberat pels aliats el camp de concentració de Mauthausen.
- 8 de maig: Rendició del Tercer Reich en la Segona Guerra Mundial. Fi de la guerra a Europa.
- 18 de juny: San Francisco: Mèxic denuncia el cop militar feixista a la primera Conferència Internacional de les Nacions Unides, a la que la Junta Española de Liberación va participar d'espectadora,[11] i Espanya és rebutjada com a membre de la Societat de Nacions,[12] i no serà acceptada fins deu anys més tard.[13]
- 21 de juny, illa d'Okinawa, Japó: fi de la batalla d'Okinawa, que esdevindrà l'única batalla terrestre sobre territori japonès de la Segona Guerra Mundial.[14]
- 26 de juny, San Francisco (Califòrnia): se signa la Carta de les Nacions Unides i l'Estatut de la Cort Internacional de Justícia.[15]
- 16 de juliol, desert d'Alamogordo, Nou Mèxic, EUA: Prova Trinity primera explosió nuclear de la història dins del programa secret Manhattan.
- 17 de juliol, Potsdam, Alemanya: Inici de la Conferència de Potsdam. Els participants van ser la Unió Soviètica, el Regne Unit i els Estats Units.[9]
- 6 d'agost, Hiroshima, Japó: El dispositiu nuclear Little Boy arrasa la ciutat causant desenes de milers de morts.[16]
- 9 d'agost, Nagasaki, Japó: L'exèrcit dels Estats Units hi fa esclatar Fat Man la segona bomba atòmica usada sobre una ciutat.
- 15 d'agost: Rendició del Japó en la Segona Guerra Mundial. Fi de la guerra a l'Àsia.
- 17 d'agost, Indonèsia: es proclama la independència del país.[17]
- 2 de setembre, s'anuncia la Proclamació d'independència del Vietnam[9]
- 16 d'octubre, Creació de l'Organització per l'Alimentació i l'Agricultura.[9]
- 22 d'octubre. S'aprova la llei de referèndum per consultar directament al poble espanyol assumptes d'especial transcendència.[18]
- 24 d'octubre, Nova York: Fundació de l'ONU (Nacions Unides).
- Fundació del FK Bačka Bačka Palanka

## Premis Nobel
| Camp                  | Guardonats                                                     |
| --------------------- | -------------------------------------------------------------- |
| Física                | - Wolfgang Pauli                                               |
| Química               | - Arturi Ilmari Virtanen                                       |
| Medicina o Fisiologia | - Alexander Fleming - Ernst Boris Chain - Howard Walter Florey |
| Literatura            | - Gabriela Mistral                                             |
| Pau                   | - Cordell Hull                                                 |

## Naixements
Països Catalans
- 29 de març, Costoja (Vallespir): Llorenç Planes, escriptor i polític nord-català
- 4 d'abril, Sabadell, Vallès Occidental: Antoni Farrés i Sabater, advocat i polític català, alcalde de Sabadell del 1979 al 1999[19]
- 6 d'abril - 
  - Terrassa, Vallès Occidental: Montserrat Alavedra i Comas, soprano catalana[20]
  - Avinyó, Provença: Muriel Casals i Couturier, economista i política catalana.[21]
- 16 d'abril, El Guinardó, Barcelona: Alegria Julià i Danés, escriptora catalana que ha conreat la literatura infantil i juvenil.[22]
- 19 de maig, Granada, Andalusia, Espanya: Manel Pousa Engroñat, pare Manel, sacerdot català conegut pel seu treball social.[23]
- 21 de maig, Barcelona: Carme Valls i Llobet, metgessa endocrinòloga i política catalana.[24]
- 31 de maig, Valls, Alt Camp: Flora Sanabra i Villarroya, mestra i política catalana.[25]
- 5 de juny, Paiporta: Blanca Cassany, escriptora de narrativa infantil, traductora i editora valenciana.[26]
- 17 de juny, Barcelona: Rosa Maria Calaf, periodista que ha treballat bona part de la seva carrera com a corresponsal de televisió.[27]
- 5 de juliol, Badalona: Maria del Mar Arnús de Urruela, historiadora i crítica d'art catalana.[28]
- 9 de juliol, Maóː Laura Pons Olives, actriu menorquina de teatre, cinema i televisió.[29]
- 25 de juliol, Barcelona: Ventura Pons, director de cinema, guionista i productor català
- 25 d'agost, Sabadell: Antoni Taulé i Pujol, pintor català.
- 30 d'agost, Barcelona: Eulàlia Vintró Castells, política i filòloga catalana; ha estat regidora, tinenta d'alcalde i diputada.[30]
- 29 de setembre, Capellades: Gemma Romanyà i Valls, empresària de les arts gràfiques i important mecenes cultural  .[31]
- 17 de novembre, Barcelona: Jaume Fuster, escriptor, assagista i traductor català.
- 27 de novembre, Barcelona: Arcadi Oliveres i Boadella, economista i activista català
- 11 de desembre, Barcelona: Magda Oranich, advocada i política catalana, defensora de molts presos polítics durant el franquisme.[32]
- 14 de desembre, Benimeli, Marina Alta: Joan Baptista Mengual i Llull, conegut com a Isa Tròlec, escriptor valencià.
- 31 de desembre, Barcelona: Regina Sáinz de la Maza Lasoli, destacada historiadora i medievalista catalana[33]
- Barcelona: Rosa Amorós Bernadó escultora i ceramista catalana.[34]

Resta del món
- 4 de gener, Berne, Indiana, EUA: Richard Royce Schrock, químic nord-americà, Premi Nobel de Química de l'any 2005.
- 10 de gener, Londres, Anglaterra: Rod Stewart, cantant anglès.
- 22 de gener, Jerusalem, Israel: Else Lasker-Schüler, escriptora i dibuixant alemanya[35]
- 26 de gener, Oxford, Anglaterra: Jacqueline du Pré, excepcional violoncel·lista anglesa[36]
- 28 de gener, Beverly Hills, Califòrnia, EUA: Karen L. Gorney, actriu Estatunidenca.
- 4 de febrer, Nine Mile, Jamaica: Bob Marley, cantant jamaicà de reggae.
- 9 de febrer
  - Los Angeles, Califòrnia, EUA: Mia Farrow, actriu estatunidenca.[37]
  - Fukuoka, Japó: Yoshinori Ohsumi, biòleg japonès, Premi Nobel de Medicina o Fisiologia de 2016.
- 19 de febrer, Jujuy, Argentina: Ángela Auad, activista social argentina assassinada per la Dictadura militar[38]
- 26 de febrer, Madrid, Espanya: Tina Sainz, actriu espanyola.[39]
- 2 de març, Romsey, Hampshire, Regne Unit: Margaret Buckingham, és una biòloga del desenvolupament britànica.[40]
- 7 de març, Schaan, Liechtenstein: Gerta Keller, paleontòloga.[41]
- 17 de març, Porto Alegre, Rio Grande do Su: Elis Regina, compositora i cantant brasilera[42]
- 18 de març, São Paulo, Brasil: Marta Suplicy, política i psicòloga brasilera, ha estat Ministra de Turisme i alcaldessa de São Paulo.[43]
- 30 de març, Ripley, Anglaterra: Eric Clapton, músic i guitarrista anglès.[44]
- 2 d'abril, Millville, Nova Jersey: Anne Waldman, poeta americana de la generació de la poesia beat, escriptora i activista política.[45]
- 4 d'abril, Mont-real, Canadà: Denise Desautels, poeta i narradora quebequesa.[46]
- 10 d'abril - Anna Perry –després Anna Ferrer–, cooperant britànica establerta a Anantapur, presidenta de la Fundació Vicente Ferrer.[47]
- 27 d'abril: Robert Cialdini, psicòleg i escriptor estatunidenc
- 5 de maig, Linares, Andalusia, Espanya: Miguel Rafael Martos Sánchez (Raphael), cantant andalús.
- 14 de maig, Kiryat Bialik, Israel: Yochanan Vollach, futbolista i entrenador israelià.
- 19 de maig, Yangon, Birmània: Aung San Suu Kyi, política i activista birmana, Premi Nobel de la Pau de 1991.
- 22 de maig: Gary Aldrich, espia.
- 28 de maig, Berkeley, Califòrnia, EUA): John Fogerty, guitarrista, cantant i compositor nord-americà, líder de Creedence Clearwater Revival.[48]
- 1 de juny - Somerville, Nova Jersey: Frederica von Stade, mezzosoprano estatunidenca.[49]
- 9 de juny, Alma, Michigan: Betty Mahmoody, escriptora estatunidenca i confereciant, coneguda pel seu llibre No sense la meva filla.[50]
- 11 de juny, el Caire, Egipte: Roland Moreno, inventor francès[51]
- 17 de juny - Meensel-Kiezegem, Flandes, Bèlgica: Eddy Merckx, ciclista belga.[52]
- 19 de juny, Yangon, Birmania: Aung San Suu Kyi, política i activista birmana, Premi Nobel de la Pau de l'any 1991.[9]
- 25 de juny, Bronx (Nova York): Carly Simon, cantant nord-americana.[53]
- 29 de juny, Colombo: Chandrika Kumaratunga, política de Sri Lanka; n'ocupà la presidència, sent la primera dona en el càrrec.[54]
- 1 de juliol, Miami, Florida, EUA: Debbie Harry, cantautora i actriu estatunidenca, líder de Blondie.[55]
- 2 de juliol, Villeneuve-le-Roi, França): Tony Duvert, escriptor i periodista francès, Premi Médicis de l'any 1973[56]
- 8 de juliol, Sion, Valais): Micheline Calmy-Rei, política suïssa.[57]
- 19 de juliol - 
  - Amsterdam: Anna Enquist –pseudònim de Christa Widlund-Broer– escriptora neerlandesa, novel·lista i poeta.[58]
  - Rouyn-Noranda, Quebec: Paule Baillargeon, actriu, directora i guionista quebequesa.[59]
- 22 de juliol, Cleveland (Ohio): Adele Goldberg, matemàtica i científica de la computació.[60]
- 23 de juliol, Lima, Perú): Virginia "Gina" Vargas, sociòloga peruana i líder del moviment de dones al seu país.[61]
- 26 de juliol, Chiswick, Anglaterra, Regne Unit: Helen Mirren, actriu anglesa de teatre, cinema i televisió.[62]
- 30 de juliol, Boulogne-Billancourt, França: Patrick Modiano, novel·lista francès, Premi Nobel de Literatura del 2014.[63]
- 1 d'agost, Aberdeen, Washington, EUA: Douglas Dean Osheroff, físic nord-americà, Premi Nobel de Física de l'any 1996.[64]
- 9 d'agost, Cookham Dene, Berkshire, Anglaterra: Posy Simmonds, autora de còmics anglesa.[65]
- 14 d'agost, Múrcia: Elisa Séiquer, escultora espanyola .[66]
- 15 d'agost, lo Mont de Marçan, Aquitània, França: Alain Juppé, Primer Ministre de França entre 1995 i 1997.[67]
- 21 d'agost, Nova York: Patty McCormack, actriu estatunidenca, de teatre, cinema i televisió.[68]
- 23 d'agost, Torí: Rita Pavone, cantant i actriu italiana, popularíssima durant els anys seixanta.[69]
- 27 d'agost, Starnberg, Baviera: Marianne Sägebrecht, actriu alemanya.[70]
- 29 d'agost, Griffin, Estats Units: Wyomia Tyus, atleta nord-americana guanyadora de quatre medalles olímpiques.[71]
- 11 de setembre:
  - Múnic, Alemanya: Franz Beckenbauer, futbolista i entrenador alemany
  - Lares, Puerto Rico: José Feliciano, cantant porto-riqueny.
- 1 d'agost, Aberdeen, Washington, EUA: Douglas Dean Osheroff, físic nord-americà, Premi Nobel de Física de l'any 1996.
- 11 de setembre, Badajoz: María Coronada, soprano lírica espanyola.[cal citació]}
- 15 de setembre, 
  - Augusta: Jessye Norman, cantant d'òpera estatunidenca .[72]
  - Madrid: Carmen Maura, actriu espanyola de cinema.[73]
- 24 de setembre, Londres, Anglaterra: John Rutter, compositor anglès.
- 26 de setembre, Salvador de Bahia: Gal Costa, cantant brasilera de música popular.[74]
- 28 de setembre, Sainte-Maxime, França: Christine Goitschel, esquiadora alpina francesa que destacà a la dècada de 1960.[75]
- 1 d'octubre:
  - Amman, Jordània: Mona Saudi, escultora, editora i activista d'art
  - Tolosa, França: Robert Marconis, geògraf francès.
- 19 d'octubre, Edimburg, Escòcia: Angus Deaton, economista, Premi Nobel d'Economia de 2015.
- 22 d'octubre - S'aprova la llei de referèndum per consultar directament al poble espanyol assumptes d'especial transcendència.
- 12 de novembre, Winnipeg, Canadà: Neil Young, músic canadenc.[76]
- 15 de novembre - Anni-Frid Lyngstad, coneguda com a Frida Lyngstad, cantant de pop i jazz sueca, membre del grup ABBA.[77]
- 26 de novembre, Pequín, Xina): Huo Da, periodista, guionista i escriptora xinesa. Guanyadora del Premi Mao Dun de Literatura de l'any 1991.
- 1 de desembre, Honolulu, Hawaii, EUA): Bette Midler, cantant, actriu i comediant estatunidenca.[78]
- 4 de desembre, Sault Ste. Marie, Ontario, Canadà): Roberta Bondar, neuròloga, investigadora i astronauta canadenca.[79]
- 12 de desembre, Wood Hall, Jamaica: Portia Simpson-Miller, política jamaicana, dos cops Primera Ministra de Jamaica.[80]
- 13 de desembre, Morelia, Mèxic: Ludivina García Arias, historiadora i política socialista espanyola, filla d'exiliats de la guerra civil.[81]
- 15 de desembre, Tunis: Selma Baccar, cineasta, productora i política tunisenca, primera dona a fer un llargmetratge a Tunísia.[82]
- 27 de desembre, Londres, Regne Unit: Rozsika Parker, psicoterapeuta, historiadora de l'art i escriptora britànica
- Anglaterra: Susan Haack, filòsofa anglesa establerta als Estats Units.

## Necrològiques
Països Catalans
- 13 de gener, Barberà del Vallès: Josep Maria Arnella i Gallego, periodista català.
- 11 d'abril, Barcelona: Alfons Sala i Argemí, industrial, advocat i polític català.
- 4 de maig, Barcelona: Joan Baptista Lambert i Caminal, compositor, director d'orquestra i pedagog català[83]
- 27 de novembre, Barcelona: Josep Maria Sert i Badia, pintor i decorador català.
- 5 de desembre, Barcelona: Elena Jordi, actriu i empresària teatral de vodevil catalana, primera directora de cinema d'Espanya.[84]
- 14 de desembre, Mataró: Miracle Andreu i Boigues, una de les primeres metgesses catalanes, ginecòloga i pediatra (n. 1880).[85]
- Trinitat Torné i Pujol, corredora de finques i pintora catalana (n. 1879).[86]

Resta del món
- 22 de gener, Jerusalem: Else Lasker-Schüler, escriptora i dibuixant alemanya (n. 1869).[87]
- 2 de març, Victoria, Canadà: Emily Carr, pintora i escriptora canadenca (n. 1871).[88]
- 12 de març, Bergen-Belsen, Alemanya: Anne Frank, estudiant jueva morta en un camp de concentració nazi.[89]
- 13 de març: Günther Degen, Hauptsturmführer.
- 23 de març, Iwo Jima, Japó: Tadamichi Kuribayashi, militar de l'Exèrcit Imperial Japonès, conegut per haver dirigit la defensa de l'illa d'Iwo Jima durant la batalla d'Iwo Jima
- 26 de març, Nova York, EUA: Béla Bartók, compositor hongarès.[90]
- 26 de març - Llanystumdwy, Gwynedd, Gal-les: David Lloyd George, polític britànic, Primer Ministre del Regne Unit (1916-1922)[9]
- 31 de març, Múnic, Alemanya: Hans Fischer, químic, metge, Premi Nobel de Química de 1930
- 8 d'abril, Viena, Àustria: Leopold Reichwein, se suïcida després d'haver estat un nazi convençut i director de la música durant el III Reich.
- 11 d'abril, Dorking, Anglaterra: Frederick John Dealtry Lugard, 1r Baró de Lugard, conegut com a Sir Frederick Lugard entre 1901 i 1928, fou un soldat, mercenari, explorador d'Àfrica i administrador colonial britànic[9]
- 12 d'abril, Warm Springs, Geòrgia (Estats Units): Franklin Delano Roosevelt, President dels Estats Units[9]
- 12 d'abril: Maurice Besly, compositor i director d'orquestra anglès.
- 16 d'abril: Maruf al-Rusafi, poeta iraquià.
- 22 d'abril: Moritzburg: Käthe Kollwitz, pintora, gravadora i escultora expressionista alemanya (n. 1867).[91]
- 26 d'abril, Château-Gontier: Lucie Delarue-Mardrus, periodista, poeta, novel·lista, escultora, historiadora i dissenyadora francesa.[92]
- 28 d'abril, Giulino di Mezzegra, Llombardia, Regne d'Itàlia: Benito Mussolini, dictador italià[93]
- 30 d'abril, Berlín, Tercer Reich: Adolf Hitler, dictador alemany i líder del partit nazi se suïcida en el búnquer de l'Estat Major assetjat per les tropes soviètiques[9]
- 1 de maig, Berlín: Joseph Goebbels, ministre de Propaganda i Il·lustració Popular del Tercer Reich d'Adolf Hitler[9]
- 2 de maig, Berlín: Martin Bormann, polític i militar alemany, cap de la cancelleria del Tercer Reich i secretari d'Adolf Hitler[9]
- 23 de maig, Lüneburg, Alemanya: Heinrich Himmler, polític de l'Alemanya Nazi i cap dels Schutzstaffel.[9]
- 26 de maig, Lugoː Urania Mella Serrano, política galega, precursora de l'associacionisme femení (n. 1899).[94]
- 8 de juny, París, França: Robert Desnos, poeta surrealista francès[56]
- 18 de juny, Williamstown, Massachusettsː Florence Bascom, geòloga cèlebre per les seves aportacions a la petrografia (m. 1862).[95]
- 20 de juliol, París, França: Paul Valéry, escriptor francès[96]
- 24 de juliol, Milà: Rosina Storchio, soprano lírica Italiana[97]
- 18 d'agost,
  - Taipei, Imperi japonès: Netaji Subhas Chandra Bose, polític indi, president del Congrés Nacional Indi entre 1938 i 1939[9]
  - Kolkata, Índia: Sarala Devi Chaudhurani, pedagoga, feminista i activista índia.[98]
- 20 d'agost, Torsnes: Katti Anker Møller, feminista noruega, defensora dels drets de la infància i dels drets reproductius[99]
- 9 de setembre, París: Zinaïda Guíppius, escriptora i poeta russa de l'edat de plata, figura clau del simbolisme rus[100]
- 15 de setembre, Mittersill, Àustria: Anton Webern, compositor austríac[101]
- 17 de setembre:
  - Sumatra: Yu Dafu (en xinès tradicional: 鬱達夫; en xinès simplificat: 郁达夫; en pinyin: Yù Dáfū) fou un escriptor xinès.(n. 1896).[102]
  - Londres (Anglaterra): Charles Edward Spearman, psicòleg anglès (n. 1863).[103]
- 24 de setembre: 
  - Potsdam, Tercer Reich: Hans Geiger, físic alemany.
  - Nova York: Encarnación López Julves, La Argentinita, ballarina, bailaora i cantant[104]
- 3 d'octubre, Châtillon-sur-Seine, França: Joseph Darnand, militar i polític francès (n. 1897).[105]
- 8 d'octubre, Zúric, Suïssa: Felix Salten, escriptor austríac, autor del llibre infantil Bambi, una vida al bosc i de la novel·la eròtica Josefine Mutzenbacher (n. 1869).[106]
- 15 d'octubre, Fresnes, França: Pierre Laval, polític francès (n. 1883).[107]
- 16 d'octubre, París: Berta Zuckerkandl-Szeps, escriptora, periodista, crítica i salonnière austríaca (n. 1864).[108]
- 31 d'octubre, Madrid: Ignacio Zuloaga Zabaleta, pintor basc[109]
- 2 de novembre, Ginebra: Hélène de Pourtalès, regatista suïssa, primera dona a guanyar una medalla en uns Jocs Olímpics[110]
- 10 de novembre: Hermenegildo Estevan y Fernando, pintor
- 20 de novembre, Cambridge, Regne Unit: Francis William Aston, físic i químic anglès, Premi Nobel de Química de 1922
- 21 de novembre, Richmond, Virgínia: Ellen Glasgow, escriptora estatunidenca[111]
- 4 de desembre, Pasadena, Califòrnia, EUA: Thomas Hunt Morgan, genetista nord-americà, Premi Nobel de Medicina o Fisiologia de l'any 1933, desenvolupador de la teoria cromosòmica de l'herència.
- 14 de desembre, Dresden: Elisabeth Andrae, pintora alemanya[112]
- 21 de desembre, Heidelberg, Baden-Württemberg, Alemanya: George Smith Patton, militar estatunidenc. (n. 1885).[113]
- 24 de desembre, Milà: Adelina Stehle, soprano operística austríaca[114]
- 28 de desembre, Los Angeles, EUA: Theodore Dreiser, escriptor i periodista estatunidenc
- Dresden: Elisabeth Andrae, pintora alemanya.
- EUA: Ruthyn Turney, violinista.